# Josias Cederhielm
Josias Cederhielm, född 4 maj 1673, död 23 september 1729 på sätesgården Lindholmens gård i Uppland, var en svensk friherre, ämbetsman och politiker; riksråd 1723. 

## Biografi
Joasias Cederhielm var son till Germund Palm som upphöjt till friherre med namnet Cederhielm och Maria Kristoffersdotter Stenqvist, som var av samma ätt som Falkengren och som enligt tidigare uppfattningar var Bureättling.
År 1700 började Cederhielm vid kansliet där han snabbt befordrades till olika sekreterarposter. Från 1702 följde han Karl XII:s fältkansli under krigstågen i Polen och Sachsen och utförde där även flera diplomatiska uppdrag. Det viktigaste var beskickningen till Dresden för att övervaka att August uppfyllde villkoren i freden i Altranstädt. Cederhielm var även med under fälttåget mot Ryssland, togs tillfånga vid Poltava och tvingades gå i tsarens triumftåg i Moskva. Med undantag för några månader, under vilka han på hedersord att återvända fick resa till Sverige för att framföra tsarens anbud om fångutväxling, förblev han i rysk fångenskap ända till fredsslutet och återkom till Sverige först 1722. Under den långa vistelsen i Ryssland sysselsatte han sig med studier och med att hjälpa betryckta landsmän. Liksom många andra fångar fick han en viss böjelse för pietismen och sägs ha översatt en traktat av August Hermann Francke.
Efter hemkomsten återinträdde han i kansliet som statssekreterare vid utrikesexpeditionen. Han började med politik och anslöt sig till det holsteinska partiet, där han blev en av de ledande männen. Hans sympatier för tronpretendenten Karl Fredrik av Holstein-Gottorp, som han lärt känna i Ryssland, och hans övertygelse om nödvändigheten av Sveriges nära anslutning till Ryssland var motiven till hans politiska inställning. Vid 1723 års riksdag insattes Cederhielm i sekreta utskottet och i mindre sekreta deputationen och var näst lantmarskalken riksdagens inflytelserikaste person och han inkallades i riksrådet under samma tid. År 1725 skickades han som ambassadör till Ryssland för att bevaka Sveriges intressen efter tsar Peters död. Han fick instruktion att underblåsa partikampen i Ryssland för att försvaga makten men också att göra Sveriges hjälp eftersträvansvärd för tsarens efterträderska Katarina I. När han återvände till Sverige 1726 var oppositionen mot holsteinska partiet stark och Arvid Horn hade brutit med partiet. Trots Cederhielms skicklighet och insatser segrade Horns anhängare. 
Vid den efterföljande räfsten med holsteinska partiets ledare under riksdagen 1726–1727 angreps Cederhielm av sekreta utskottet för sitt förhållande med ryska ambassaden, men han försvarade sig skickligt. Efter hot om rannsakning fann han det bäst att begära avsked från riksrådsämbetet, vilket beviljades i augusti 1727, tills vidare utan pension. Av den ryska regeringen erhöll han som erkänsla för gjorda tjänster en liten pension.
Cederhjelm var gift med Anna Åkerhielm, och far till Carl Wilhelm Cederhielm, farbror till Carl Gustaf Cederhielm, samt farfar till Josias Carl Cederhielm.